# Тарановський Федір Васильович
Тарано́вський Фе́дір Васильович (12 (24) травня 1875 р., м. Плонськ, Плоцької,надалі Варшавської губернії — 23 січня 1936 р., м. Белград (Београд), Сербія) — російський, український та сербський (югославський) правознавець, історик і теоретик права, доктор державного права, професор, академік ВУАН та Сербської АН, чл. — кор. Болгарської АН.

## Біографія
Народився в польсько-російській дворянській родині. Дитинство Федора Тарановського минуло у Варшаві, де він закінчив гімназію.
1891 року вступає на юридичний факультет Імператорського Варшавського університету. Влітку 1896 року Федір завершив університетський курс навчання з золотою медаллю та був залишений при кафедрі історії руського права як стипендіат для підготовки до магістерського звання. Після складання магістерського екзамену, він був призначений в січні 1899 року виконуючим обов'язки доцента по кафедрі енциклопедії правових і політичних наук. У 1903 році Тарановський повернувся на кафедру історії руського права, де він раніше був стипендіатом.
В 1902–1903 роках молодий вчений перебував у науковому відрядженні в Німеччині. Понад рік він стажувався в університетах Гейдельберга, Геттінгена і Берліна, працював в бібліотеках Німеччини та Франції, щоб зібрати матеріали для своєї магістерської дисертації за темою «Юридический метод в государственной науке. Очерк развития его в Германии». 1904 року Тарановський за вказаною темою публікує монографію в Варшаві, а 1905 на юридичному факультеті Санкт-Петербурзького університету захищає й дисертацію. За результатами успішного захисту йому було присвоєно ступінь магістра державного права.
Восени 1906 року Ф. В. Тарановський перевівся на викладацьку роботу до Демидовського юридичного ліцею в м. Ярославль, Проте вже в 1908 р. його обирають на посаду екстраординарного професора кафедри історії руського права в Дерптський (Юріївський) університет. А після захисту в 1911 році в Санкт-Петербурзькому університеті докторської дисертації «Догматика положительного государственного права во Франции при старом порядке», Тарановський в наступному 1912 р. займає посаду ординарного професора кафедри історії руського права Дерптського університету; на цій посаді залишається до квітня 1917 року (хоча паралельно він викладає і на Вищих жіночих курсах в Петербурзі). У Дерпті окрім монографії своєї докторської дисертації (1911) вчений готував до друку «Учебник энциклопедии права» (1917).
З кінця 1917 (а за більш достовірною інформацією В. С. Савчука — з травня 1918) року Федір Тарановський працює вже в Україні. Був професором і деканом відкритого юридичного факультету Катеринославського університету (вересень 1918), брав активну участь в організації юридичного факультету в Полтаві. Обраний академіком першого складу ВУАН по Відділенню соціально-економічних наук (14 листопада 1918). Згодом стає головою кафедри порівняльної історії права (з 7 грудня 1918), секретарем Соціально-економічного відділення, член господарського управління ВУАН (з 16 грудня 1918), головою Третього відділення ВУАН (з 15 березня 1919). Засновник і голова Постійної комісії для виучування західноруського й українського права (з 27 січня 1919), член Постійної комісії для виучування звичаєвого права України при Третьому відділі, Археографічної комісії. Викладав у Харківському університеті, працював у новоствореному Таврійському університеті (1919–1920). Юридичний факультет Таврійського університету проіснував до захоплення Криму Червоною Армією, однак Ф. Тарановський не чекав цілком передбачуваного розгрому Збройних Сил Півдня Росії барона П. Врангеля більшовицькими військами і у березні 1920 емігрував до Королівства сербів, хорватів і словенців (з 1929 року — Югославське королівство).
В Королівстві СХС Тарановський спочатку жив з родиною в м. Землині (Замуні), неподалік Белграда, а згодом в Белграді. Після невеликої адаптації до місцевих умов, він з 1921 року викладав історію слов'янських законодавств та історію сербського права в Белградському університеті. В 1922 році вийшло друге видання його «Учебника энциклопедии права».
Працював також у Російському Науковому інституті, створеному у Белграді у 1928 році.
В 1931 та 1935 роках були надруковані чотири томи фундаментальної праці вченого «Історія сербського права в державі Неманичів», єдиний повний і систематичний огляд усіх видів правових відносин, що склалися у найзначніший період розвитку середньовічної Сербії. Перша частина цієї праці присвячена державному, друга — кримінальному, третя — цивільному праву, четверта — суду і судочинству. У цій роботі висвітлений більший за обсягом і змістом матеріал, ніж це заявлено в назві. Ф. В. Тарановський, крім дослідження історії права, правових відносин і правових інституцій, дав доволі розгорнуту характеристику загальній історії Сербії того часу. Він використав свій порівняльно-історичний метод для створення більш повної картини розвитку держави і права Сербії епохи правління Неманичів, проаналізував статус кожного соціального стану (верстви). Середньовічна сербська держава розглядалася як станова монархія у процесі її переходу в «правову державу з верховенством об'єктивної діяльності» (за Л. М. Мудриєвською).
У 1933 році Тарановського обирають академіком Сербської Королівської АН. Крім цього, він був членом-кореспондентом Болгарської академії наук і Слов'янського інституту в Празі, дійсним закордонним членом Польського наукового товариства у Львові.

## Наукові погляди та наукова діяльність
Погляди Ф. В. Тарановського відносять до школи західноруського права, що сформувалася в 60-х рр. XIX ст. в Київському університеті Св. Володимира. Він був прихильником методології соціологічного позитивізму у дослідженні історико-правових явищ та широко застосовував також порівняльно-історичний метод.
Ф. В. Тарановський був надзвичайно різнобічним вченим, котрий зробив значний внесок у розробку багатьох проблем правознавства, плідно працюючи аж до раптової смерті в січні 1936 р.

## Основні праці
- «Обзор памятников Магдебургского права западнорусских городов Литовской эпохи» (1897)
- «Феодализм в России. Критический очерк» (1902)
- «Юридический методъ в государственной науке. Очеркъ развития его в Германии. Историко-методологическое исследование.» (Варшава, 1904)
- «Норманская теория в истории русского права» (1909)
- Тарановский Ф. [Рец.]: Г. М. Барац Критико-сравнительный анализ договоров Руси с Византией. Восстановление текста, перевод, комментарий в сравнении с другими правовыми памятниками, в частности с Русской Правдою. Киев, 1910. 265 стр. // Византийский Временник. — Вып. XX. — Отд.II. — С.122- 127.
- «Догматика положительного государственного права во Франции при старом порядке» (1911)
- «Отзыв о сочинении профессора В. И. Сергеевича „Древности русского права“» (Юрьев, 1911)
- Тарановский Ф. В. Новые данные по истории Уложения царя Алексея Михайловича. — Пг.: Сенатская типография, 1914. — 25 с.
- Энциклопедия права. Издание второе, исправленное и дополненное. Серия: Труды русских ученых за границей. Под редакцией профессора А. И. Каминка. Том IV. Берлин Книгоиздательство `Слово` 1923.
- Душанов законик и Душаново царство. — Нови Сад, 1926.
- «Начерки з історії держ. права Речі Посполитої XVII в.» («Записки Соц.-Екон. Відділу ВУАН», тт. II—VI, 1926 — 27)
- «Historia prawa rosyjskiego» (1928)
- «Увод у историjу словенских прав» (1933 + Teodor Taranowski, Historia prawa południowo-słowiańskiego (Najnowsze publikacje)) та ін.

### Інша література
- Енциклопедія українознавства : Словникова частина : [в 11 т.] / Наукове товариство імені Шевченка ; гол. ред. проф., д-р Володимир Кубійович. — Париж — Нью-Йорк : Молоде життя, 1955—1995. — ISBN 5-7707-4049-3.
- Спекторский, Евгений Васильевич. Жизнь и личность Ф. В. Тарановского// Pax Rossica. Русская государственность в трудах историков зарубежья: работы русских историков-эмигрантов белградского круга, 1920—1941 гг. / [авт.-сост. Е. А. Бондарева]. — Москва: Вече, 2012. — 446,[1] с. — С. 169—188. (також див тут: E.B. Спекторский. Жизнь и личность Ф. В. Тарановского)
- Томсинов В. А. Федор Васильевич Тарановский (1875—1936). Биографический очерк // В кн.: Тарановский Ф. В. История русского права / Под ред. и с предисл. В. А. Томсинова . — М.: Зерцало, 2004. — С. VII—XXX.
- Томсинов В. А. Федор Васильевич Тарановский (1875—1936) // В кн.: Российские правоведы XVIII—XX веков: Очерки жизни и творчества. В 2-х томах. — М.: Зерцало, 2007. — Том 2. — 672 с. — С. 432—456 («Русское юридическое наследие»).
- Савчук В. С. Федір Васильович Тарановський: тернистий шлях до еміграції (до 135-річчя від дня народження)// Чорноморський літопис. Науковий журнал. — 2010. — № 1. — С. 124—131 (бібліогр. — 37 од.).
- Мудриєвська Л. М. Державно-правові погляди Ф. В. Тарановського. Автореферат дис. … к. ю. н. за спеціальністю 12.00.01 — теорія та історія держави і права; історія політичних і правових учень. — Інститут держави і права ім. В. М. Корецького. — Київ, 2010. — 23 с.
- Мудриєвська Л. М. Проблеми кримінального покарання в науковій спадщині Ф. В. Тарановського// Актуальні проблеми кримінального права, та кримінології, кримінально-виконавчого права: Матеріали III Міжнародної науково-практичної конференції «Актуальні проблеми кримінального права, процесу та криміналістики», присвяченої 10-річчю Міжнародного гуманітарного університету (м. Одеса, 28 жовтня 2011 року). — Одеса: Фенікс 2011. — 358 с. — С. 196—198.
- Дмитренко О. В. Проблеми державної влади у творчій спадщині Ф. В. Тарановського: автореф. дис. … канд. юрид. наук : 12.00.01; Луган. держ. ун-т внутр. справ ім. Е. О. Дідоренка. — Луганськ, 2011. — 20 с.
- Володимир Іванович Вернадський і Україна. Т. 1, кн. 2: Володимир Іванович Вернадський. Вибрані праці / НАН України, Нац. б-ка України імені В. І. Вернадського, Ін-т історії України, Комісія НАН України з наук. спадщини акад. В. І. Вернадського; уклад.: О. С. Онищенко, В. М. Даниленко, Л. А. Дубровіна [та ін.]. — K., 2011. — 584 с. — С. 472, 498.
- Михальчич Р. История сербского права в трудах Федора Тарановского // Русская эмиграция в Югославии: Сборник статей. — М., 1996. — С. 223—236.
- Енциклопедија српске историографије, приредили Сима Ћирковић и Раде Михаљчић, Београд 1997.
- Михальченко С. И. Ф. В. Тарановский. К вопросу о школе «Западно-Русского» права в эмиграции // Культурная миссия Российского Зарубежья. История и современность. — М.: Российский институт культурологии, 1999. С.115–118.
- Сузана Медар. Теодор Тарановски као теоретичар права и правни филозоф. Докторска дисертација. Ниш, 2007.